# 流浪者之歌 (現代舞)
流浪者之歌（Songs of the Wanderers），是台灣當代舞團雲門舞集的一齣代表作品。由雲門舞集的創辦人兼藝術總監林懷民編舞，於1994年11月4日在台北國家戲劇院首次公開演出。2016年11月27日於台灣淡水雲門舞集劇場上演最終場。
此舞作在2000年，獲得里昂國際舞蹈節「最佳編導獎」。

## 簡介
「流浪者之歌」由林懷民編舞，作品的靈感來自於同名小說《流浪者之歌》，該小說是諾貝爾文學獎得主赫曼·赫賽根據印度佛傳故事改編而成。由於林懷民本身是佛教徒，此作品的啟發也來自於其多次至印度旅遊的經驗。他在印度瓦拉納西恆河邊，看到火葬的整個過程後，引發其對佛教經典金剛經及無常的領悟；以及至北印度的菩提迦耶佛教聖地朝聖時，在佛陀成道的菩提樹下靜坐，對佛教中所提到存在及珍惜當下的體悟。因此將求道者的朝聖之旅；以及人類探索生命存在的意義的過程融入此舞作。對林懷民而言，「流浪者之歌」是佛祖恩賜的禮物；而他也以這支舞做為獻禮，送給所有在生命旅程中追求真理的旅人。

### 編舞
「流浪者之歌」編舞的舞蹈動作素材起源於印度教及佛教的宗教儀式。求道者的朝聖之旅，透過雲門舞者的舞蹈，把古老的宗教祭儀分成不同段落的儀式祭典，呈現出求道者在朝聖之旅中不同階段的心路歷程。這齣舞作長達90分鐘，一共分為10段，分別是：〈禱告Ⅰ〉、〈聖河〉、〈禱告Ⅱ〉、〈跋涉Ⅰ〉、〈樹祭〉、〈禱告Ⅲ〉、〈跋涉Ⅱ〉、〈火祭〉、〈禱告Ⅳ〉、〈終結或起始〉。整個舞臺，以成道者的佇立、靜止不動，對應著朝聖者透過祭典呈現出來的各種求道法門。在舞台左下角，從開場至結束，由金枝演社藝術總監王榮裕飾演的一位僧人，身穿白色袈娑，雙手合十，閉目佇立，如如不動的任由金色稻米像沙漏般從其頭頂上落下；其所對應的是求道者的朝聖之旅，在流浪的旅途中，各種不同的歷程。最後舞者在舞台上，用稻榖緩慢地劃出「同心圓」，從起點到終點，是〈終結或起始〉？意喻著生命終將回歸原點。

### 舞台
在舞台設計上，運用三噸半經過特殊處理的金黃色的稻穀。隨著舞者的演出，不斷變化成大自然中的沙漠，河川，海洋，雨水，山脈，瀑布等景觀，創造出令人驚奇的視覺效果。也隨著時間，在舞台匯聚成河。稻穀的不同變化兼具「時間」與「聖河」的雙重意義。因為此舞作運用大量金黄色的的稻榖，林懷民也稱此舞作為「黃金之舞」。

### 配樂
初期為喬治亞民歌。2011年，在應德勒斯登藝術節邀請喬治亞魯斯塔維合唱團現場吟唱，於歐盟音樂中心首度同台演出後，自此此合唱團常為雲門配樂，一同聯手演出「流浪者之歌」。

## 流浪者之歌封箱
「流浪者之歌」自1994年11月4日首演後，在歐、美、亞、澳各洲73大城，全球巡迴演出22年，共219場，被譽為雲門舞集經典代表舞作之一。2016年11月27日在淡水雲門舞集劇場上演最終場後封箱。在此舞作中有一個非常重要的角色，即是僧人。演出僧侶一角需要有強大的定力，因為在全程長達90分鐘（後改為70分鐘）的表演中，僧人必須雙手合十，一直站立不動，任由稻米從其頭頂上落下。在「流浪者之歌」舞作演出的22年中，此角色一直由金枝演社的創始人王榮裕擔任。林懷民表示，其封箱的最主要原因是不捨讓56歲飾演僧侶的王榮裕再站下去了。

## 設計人員
- 燈光設計：張贊桃
- 服裝設計：華文偉
- 舞台設計：王孟超
- 道具設計：楊正雍、斯建華[9]

## 外部鏈結
- 雲門官方網站 （页面存档备份，存于）
- 雲門官方臉書 （页面存档备份，存于）
- 雲門《流浪者之歌》宣傳照片[]
- 雲門《流浪者之歌》宣傳海報[]
- 雲門《流浪者之歌》宣傳節目單[]